# Toubes
Toubes (llamada oficialmente Santiago de Toubes) es una parroquia del municipio español de La Peroja, en la provincia de Orense, Galicia.

## Organización territorial
La parroquia está formada por once entidades de población:
- Avedín (Abedín)
- Barbeitas (As Barbeitas)
- Barrela
- Dornelas
- Fiestra (A Fiestra)
- Fontao (O Fontao)
- Goyas (Goiás)
- Outeiro
- Pacios
- Vila (A Vila)
- Vilarello

## Demografía
| Gráfica de evolución demográfica de Toubes entre 2000 y 2023 |
|                                                              |
| Datos según el nomenclátor publicado por el INE.             |